# Liebersee
Liebersee ist ein Ortsteil der Stadt Belgern-Schildau im Landkreis Nordsachsen in Sachsen. Der gleichnamige See liegt südöstlich des Ortes.

## Lage
Das Dorf befindet sich am linken Rand des sächsischen Elbetals, zwischen Riesa und Torgau.

## Geschichte

Liebersee auf einer Karte des Kreises Liebenwerda (1910).

Die erste belegte Ortsnamenform datiert von 1251 als Lubrose.
Am 20. Juli 1950 wurde Ammelgoßwitz eingemeindet. Am 1. März 1994 wurde die Gemeinde Liebersee nach Belgern eingegliedert.

## Entwicklung der Einwohnerzahl
| Jahr | Einwohnerzahl                             |
| ---- | ----------------------------------------- |
| 1551 | 26 besessene Mann, 1 Häusler, 47 Inwohner |
| 1747 | 20 besessene Mann, 26 Hufen               |
| 1818 | 219                                       |
| 1880 | 281                                       |

| Jahr | Einwohnerzahl |
| ---- | ------------- |
| 1895 | 298           |
| 1910 | 309           |
| 1925 | 417           |
| 1939 | 388           |

| Jahr   | Einwohnerzahl |
| ------ | ------------- |
| 1946   | 565           |
| 1950 1 | 790           |
| 1964 1 | 584           |
| 1990 1 | 439           |

## Gräberfeld bei Liebersee

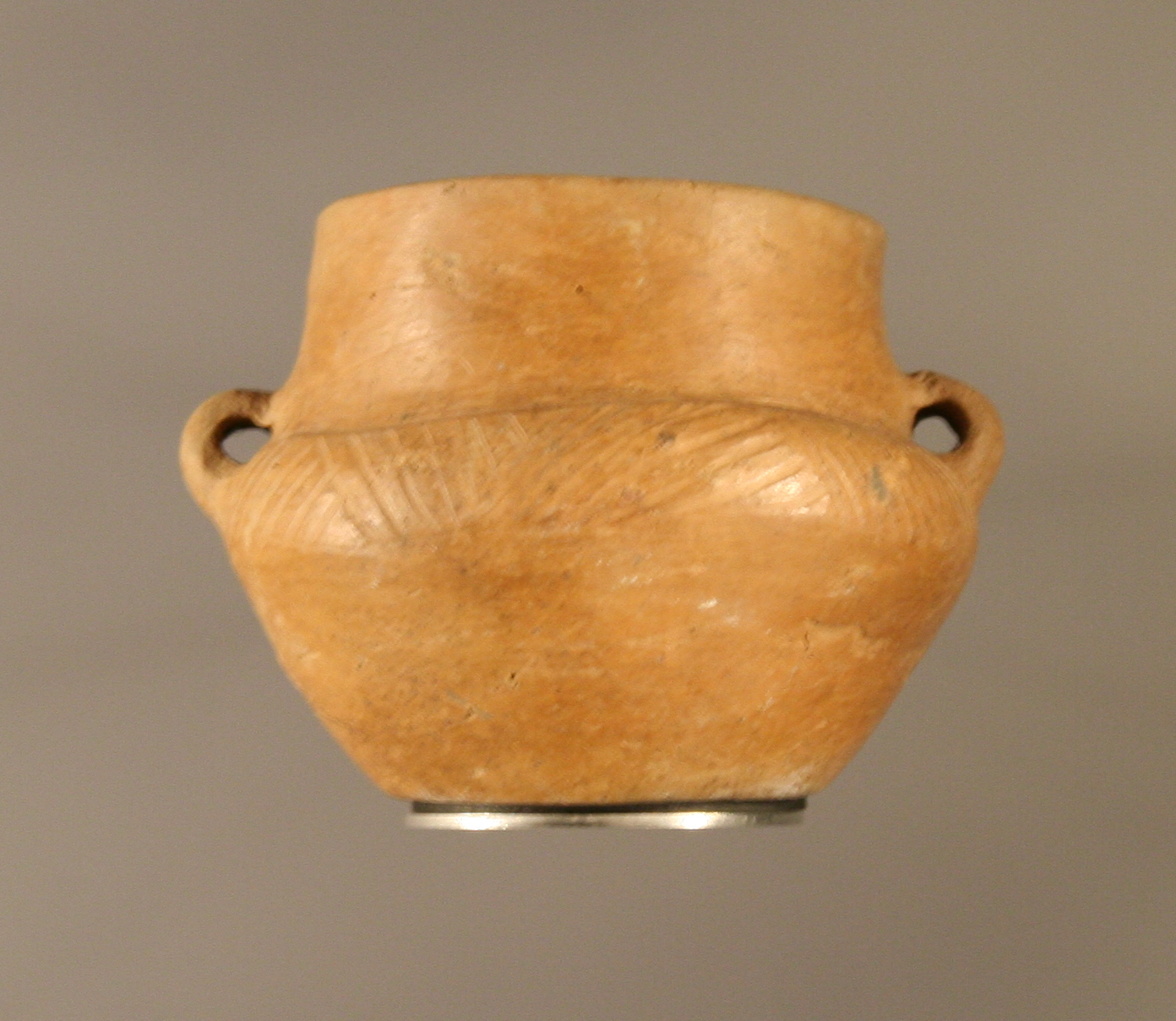
Beigabengefäß vom Gräberfeld Liebersee, Lausitzer Kultur, 900–700 v. u. Z.

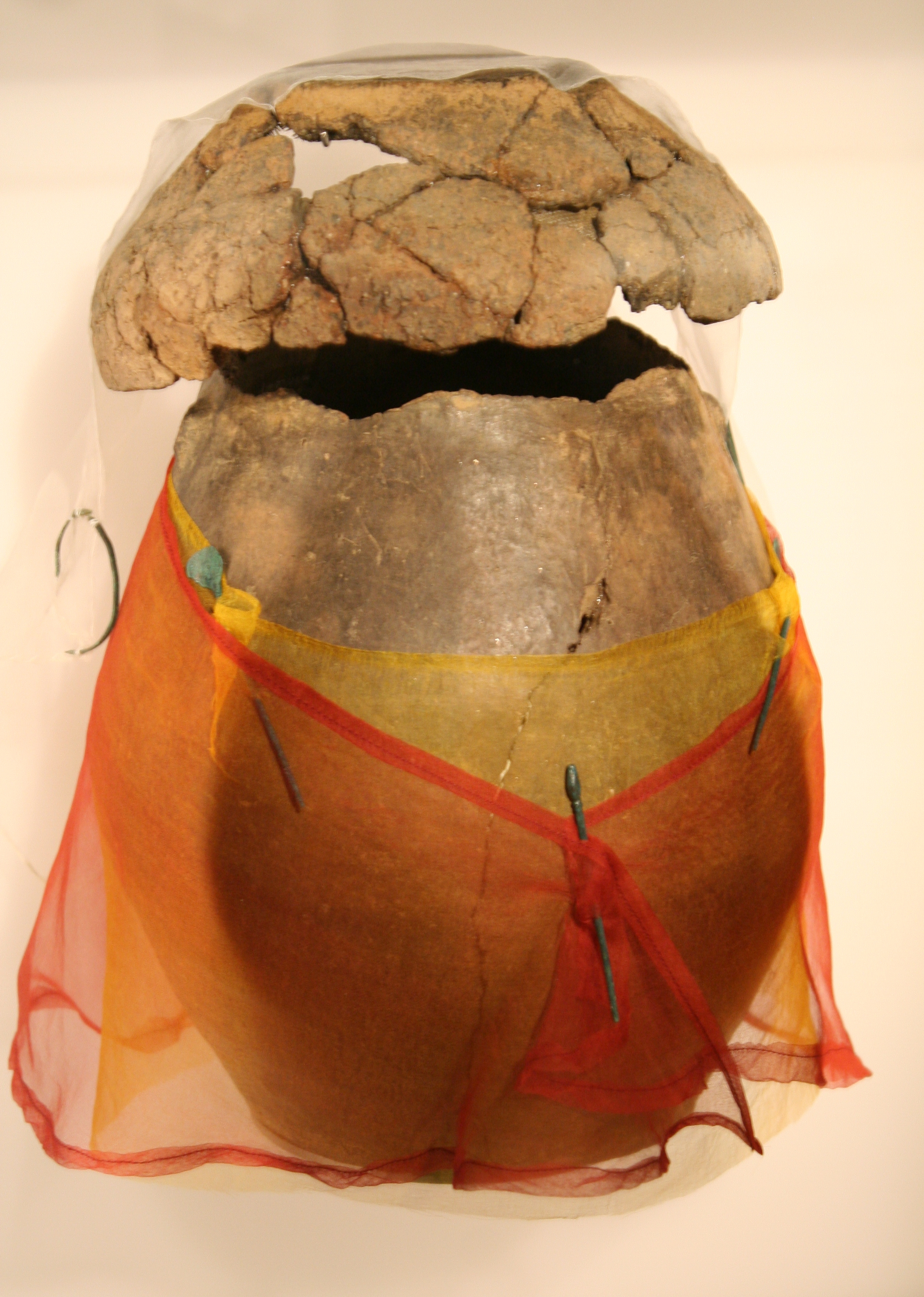
Gesichtsurne aus Grab 3524

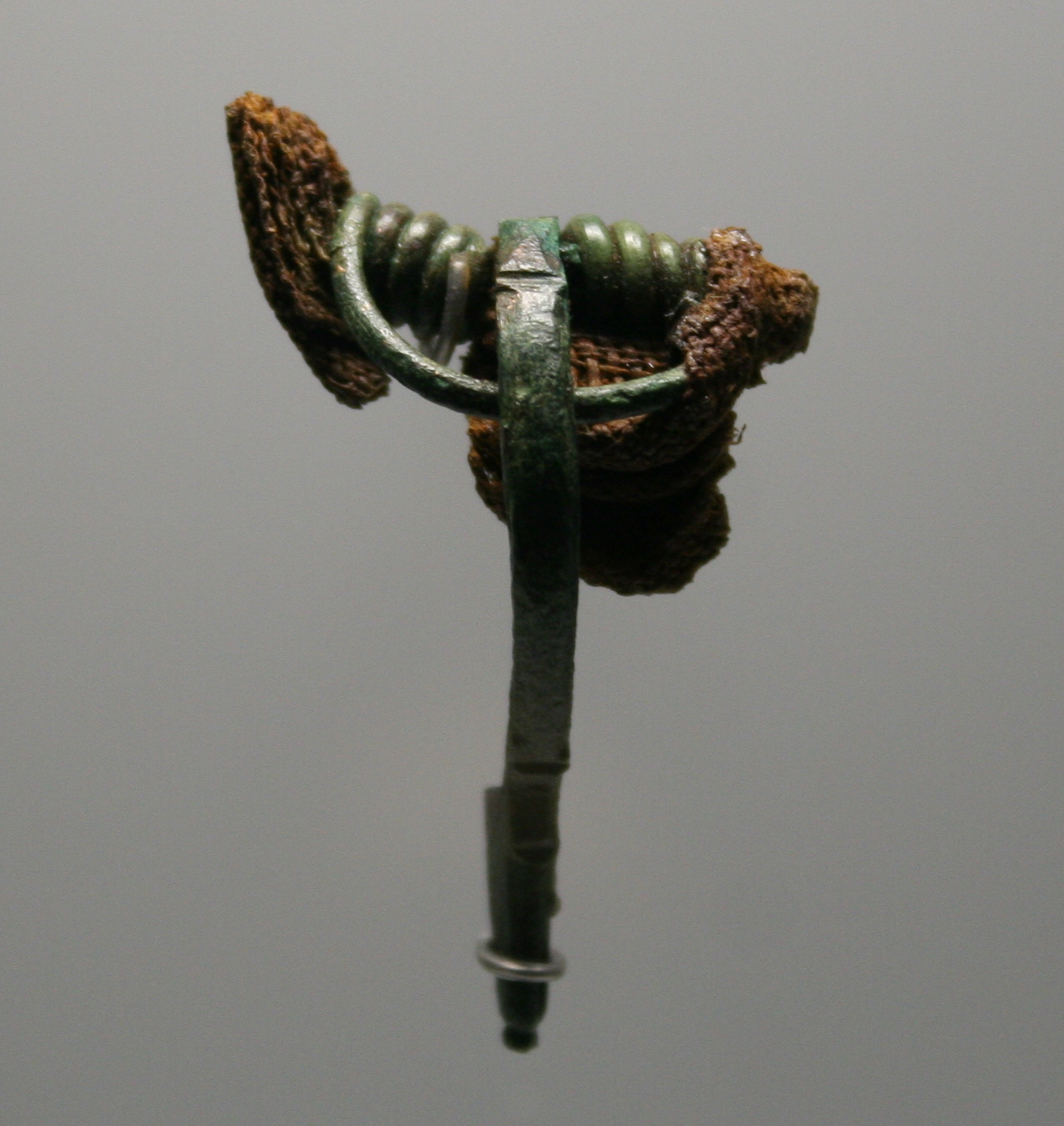
Bronzefibel mit anhaftenden Textilresten vom Gräberfeld Liebersee, 350–400 u. Z.

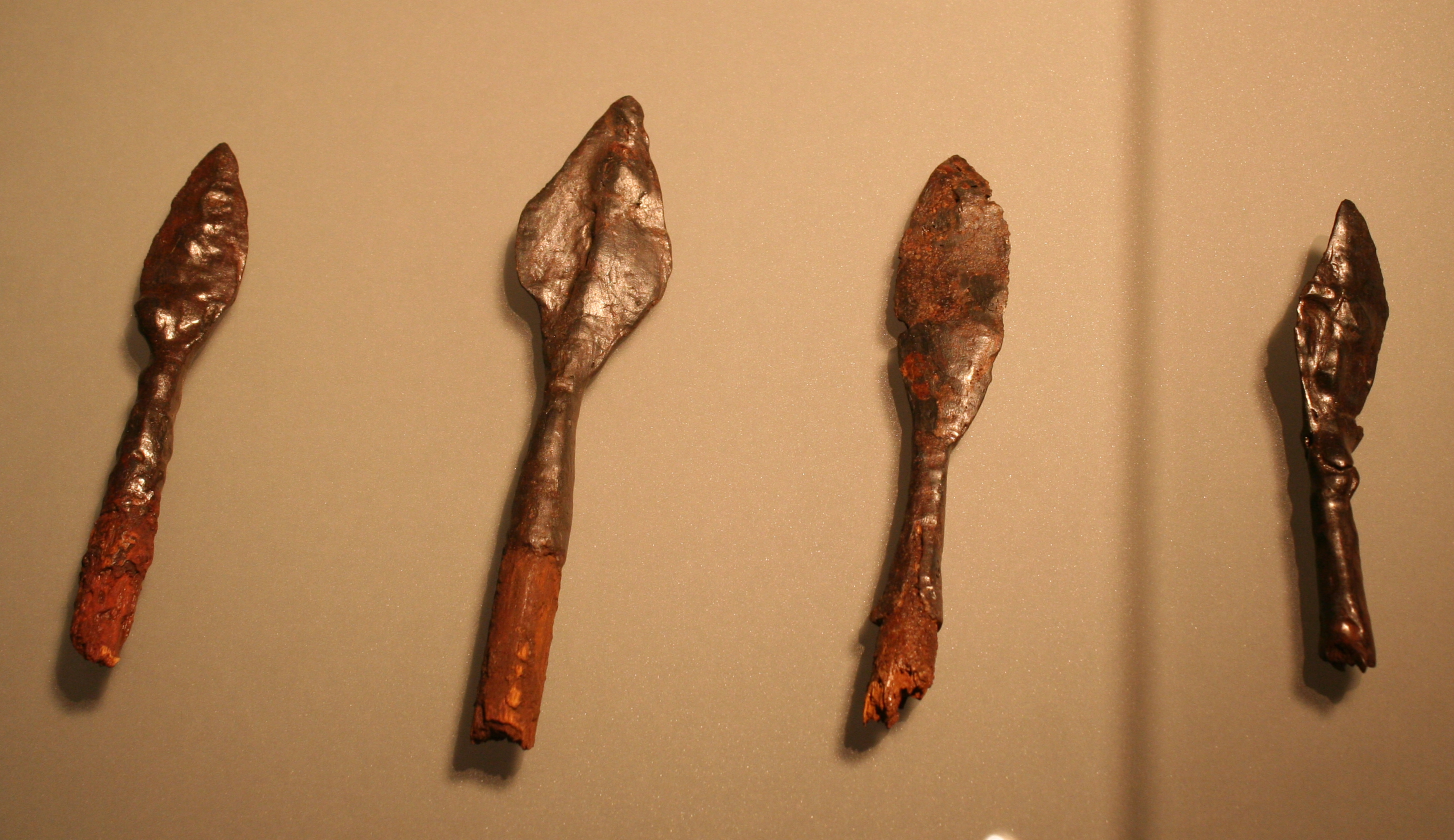
Eiserne Geschossspitzen der Merowingerzeit vom Gräberfeld Liebersee, 450–610 u. Z.

Bedeutung für die Archäologie hat das über fast 2000 Jahre von den unterschiedlichsten Kulturen der Region belegte Gräberfeld westlich der Ortschaft an der B 182. Auf insgesamt vier Hektar konnten rund 2000 Bestattungen von der jüngeren Bronzezeit bis an das Ende der Völkerwanderungszeit geborgen werden. Es handelt sich dabei neben dem Gräberfeld von Niederkaina in der Oberlausitz um den größten bekannten Bestattungsplatz in Sachsen.
1957 wurden bei der Anlage einer Kartoffelmiete erste Brandgräber entdeckt und geborgen. In den 1960er und 1970er Jahren fanden immer wieder Notbergungen bei der Anlage eines Baulagers statt. Von 1975 bis 1979 wurde der zentrale Teil des Begräbnisplatzes von 1,4 Hektar Größe durch K. Kroitsch ergraben. Von 1995 bis 1998 erfolgte im Rahmen eines DFG-Projektes auf Grund der Bedeutung des Fundplatzes eine Nachuntersuchung der peripheren Bereiche. Es wurden weitere 500 Gräber erfasst.
Die Belegung setzt in der jüngeren Bronzezeit mit etwa 500 Urnengräbern ein, davon gehören rund 50 noch zur Fremdgruppenzeit. Kulturell gehören die Gräber zur Lausitzer Kultur. Weitere 1000 Urnengräber stammen aus der nachfolgenden vorrömischen Eisenzeit. Die frühen Abschnitte sind durch überwiegend eng gestellte Urnengräber mit wenig Beigefäßen gekennzeichnet und gehören zur Billendorfer Gruppe der Lausitzer Kultur.
Die jüngeren Abschnitte lassen einen verstärkten Einfluss der Jastorf-Kultur in den einzeln gestellten Urnen mit Deckschalen erkennen. Brandgruben- und Brandschüttungsgräber fehlen vollständig. aus der Stufe LT D 2 (2. Hälfte des 1. Jahrhunderts) fanden sich keine Gräber. Es scheint eine Belegungsunterbrechung von mehreren Jahrzehnten gegeben zu haben. Die Belegung setzt räumlich getrennt von den letzten vorrömischen Gräbern in spätaugusteiische Zeit wieder ein. Rund 40 Gräber datieren in die ältere römische Kaiserzeit, darunter zwei Körpergräber. Ansonsten überwiegen Urnengräber, ab der Stufe B 2 kommen auch Brandgruben und Brandschüttungsgräber vor. Aus der jüngeren römischen Kaiserzeit stammen etwa 70–90 Brandgruben- und zehn Urnen-Brandschüttungsgräber. Die Gräber gehören zur Gruppe der Elbgermanen.
Aus der anschließenden Völkerwanderungszeit stammen 80 Körpergräber und zwei Pferdebestattungen sowie vier merowingerzeitliche Reihengrabgruppen mit 34 menschlichen Bestattungen und einer Pferdebestattung. Den zeitlichen Abschluss bilden 20 frühmittelalterlich-slawische Urnen- und Brandschüttungsgräber mit Gefäßen Prager Typs.

## Der gleichnamige See
Ca. 1 km südöstlich der Ortschaft liegt der gleichnamige See. Direkt am See liegen die Ortsteile Dröschkau, Plotha und Staritz. Der Elberadweg führt östlich um den See. Der See ist Betriebsgelände der Firma  Hülskens, die aus dem See Kies abbaut.